# (38525) 1999 TY288
1999 تي واي 288 (ويعرف أيضًا باسم (38525) 1999 تي واي 288 وفق تسمية الكوكب الصغير) (بالإنجليزية: 1999 TY288)‏ هو كويكب ضمن حزام الكويكبات؛ وترتيبه 38525 من حيث الاكتشاف.
اكتُشف هذا الجُرم الفلكي بواسطة بحث لنكولن عن الكويكبات القريبة من الأرض في 10 أكتوبر 1999.

## وصلات خارجية
- (38525) 1999 TY288 في قاعدة بيانات مختبر الدفع النفاث لأجرام النظام الشمسي الصغيرة

- الاكتشاف · مخطط المدار ·  العناصر المدارية · المعلمات المادية

- (38525) 1999 TY288 على موقع ويكي سكاي: DSS2, SDSS, GALEX, IRAS, Hydrogen α, X-Ray, Astrophoto, Sky Map, Articles and images